# Bereni
Bereni (in ungherese Székelybere) è un comune della Romania di 1224 abitanti, ubicato nel distretto di Mureș, nella regione storica della Transilvania.
Il comune è formato dall'unione di 7 villaggi: Bâra, Bereni, Cându, Drojdii, Eremieni, Maia, Mărculeni.
Bereni è divenuto comune autonomo il 26 aprile 2004 staccandosi dal comune di Măgherani.